# إقليم مرتفعات قرة باغ ذاتي الحكم
كانت منطقة مرتفعات قرة باغ ذاتية الحكم إقليمًا يتمتع بالحكم الذاتي داخل جمهورية أذربيجان الاشتراكية السوفيتية، ويشكل الأرمن أغلبية سكانه.

## التاريخ

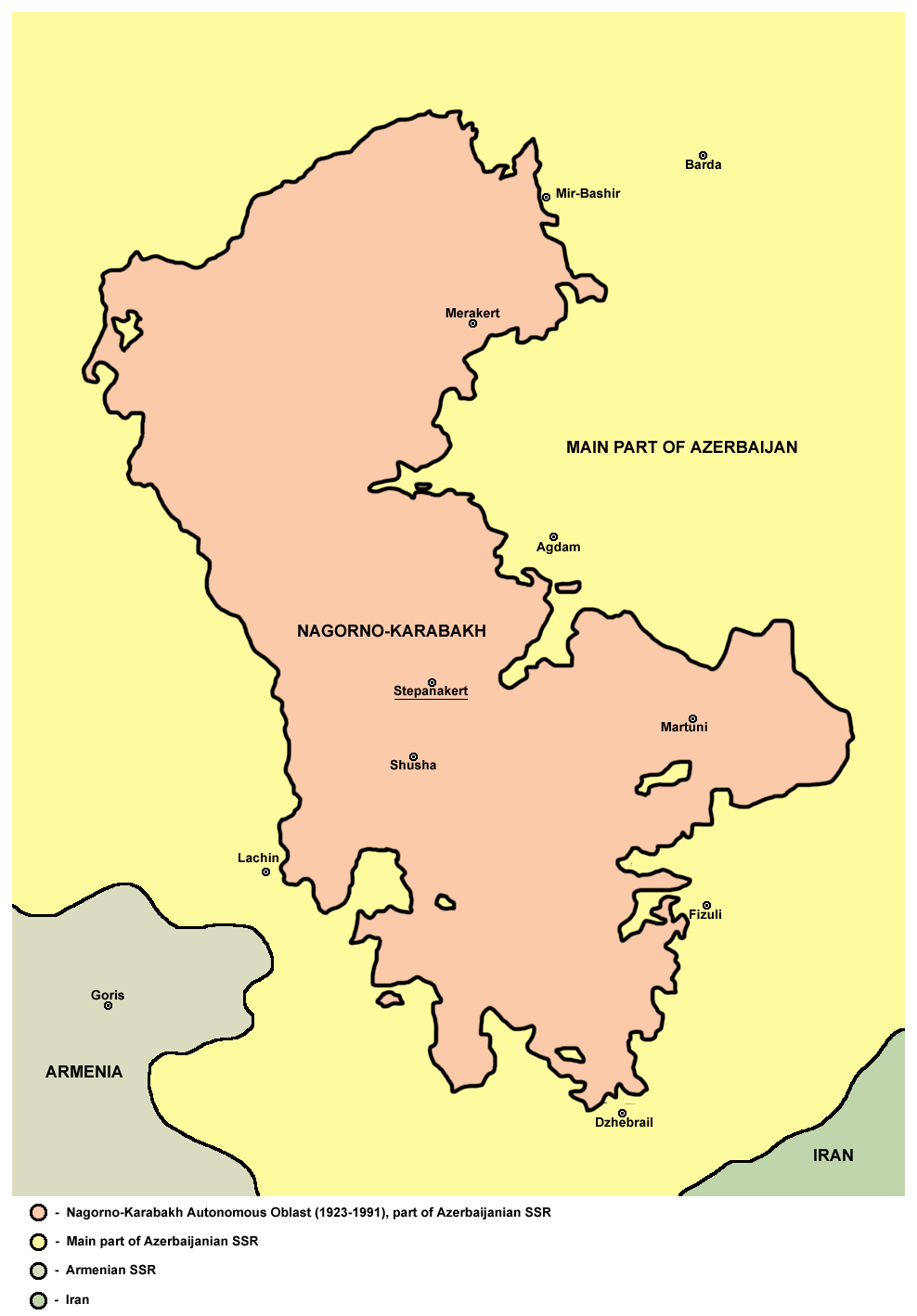
المدن الرئيسية في الإقليم

كانت المنطقة متنازع عليها بين أرمينيا وأذربيجان خلال استقلالهما قصير العمر من عام 1918 إلى عام 1920. بعد إحتلال السوفيت لكل من أرمينيا وأذربيجان، قرر كافبيورو الإبقاء على قرة باغ داخل جمهورية أذربيجان الاشتراكية السوفيتية مع حكم ذاتي إقليمي واسع، والمركز الإداري كان في مدينة شوشا.
في 7 يوليو 1923، تم إنشاء منطقة ناغورنو كاراباخ ذاتية الحكم وتم نقل العاصمة إلى خانكندي (التي عُرفت لاحقًا باسم ستيباناكيرت). كانت مساحتها في وقت تشكيلها 4,161 كـم2 (1,607 ميل2). حسب تعداد عام 1926 ، بلغ عدد سكان المنطقة 125200 نسمة، منهم الأرمن يشكلون 89.2٪. ومع ذلك، بحلول عام 1989، انخفضت نسبة الأرمن إلى 76.9٪ من سكان منطقة الحكم الذاتي.

## الصراع العسكري

موقع الإقليم داخل المنطقة التي تطالب بها جمهورية أرتساخ.

اندلع الصراع بين الأرمن في الإقليم وحكومة جمهورية أذربيجان الاشتراكية السوفيتية في عام 1987. تصاعد القتال إلى حتى وصل حرب شاملة بحلول نهاية عام 1991. في 26 نوفمبر 1991، ألغى برلمان جمهورية أذربيجان الاشتراكية السوفيتية حالة الحكم الذاتي للإقليم. كما ألغيت التقسيمات الإدارية الداخلية، وتم تقسيم الإقليم وإعادة توزيعه بين المقاطعات الإدارية المجاورة التي هي خوجافيند، وترتار، وغورانبوي، وشوشا، وكالبجار. رداً على ذلك، أعلن غالبية السكان الأرمن في الإقليم إستقلالهم باسم جمهورية مرتفعات قرة باغ التي تدعمها أرمينيا. اليوم، تخضع معظم أراضي الإقليم السابق لسيطرة جمهورية أرتساخ المعلنة ذاتيا. استعادت أذربيجان السيطرة على الجزء الجنوبي من الإقليم ذاتي الحكم السابق خلال حرب مرتفعات قرة باغ 2020.

## الحالة الحالية
اعتبارًا من عام 2020، أصبح الجزء الأوسط والشمالي من إقليم قرة باغ ذاتي الحكم السابق تحت السيطرة الفعلية لجمهورية أرتساخ المعلنة ذاتيا. ومع ذلك، فإن الجمهورية غير معترف بها من قبل أي دولة وتعتبر منطقة الإقليم السابق دوليًا جزءًا من أذربيجان. قامت أذربيجان بحل الإقليم ككيان لأذربيجان في 26 نوفمبر 1991 بموجب قانون إلغاء إقليم مرتفعات قرة باغ ذاتي الحكم. ومنذ ذلك الحين أراضي الإقليم المستقل إداريا تم تقسيمها بين خوجافاند، شوشة، خوجالي، الجزء الشرقي من كلبجر والجزء الغربي من ترتر.